# Юн Мей
Юн Мей (кит.: 咏梅; нар. 14 лютого 1970) — китайська акторка. Найбільш відома роллю у фільмі «Прощай, сину мій», за яку отримала Срібного ведмедя на 69-му Берлінському міжнародному кінофестивалі.

## Ранні роки
Юн Мей — етнічна монголка. Народилася у Хух-Хото, столиці Внутрішньої Монголії. Її монгольське ім'я — Сунжидма (монг. ᠰᠦᠨᠵᠢᠳᠮ ᠠ, Сүнжидмаа, Sünžidmaa). Навчалася у Бейдзінському Університеті міжнародного бізнесу й економіки.

## Кар'єра
Закінчивши університет, працювала у зовнішній торгівлі, а згодом у студії телеведучої Сюй Ґехуей. За рекомендацією Сюй Йон Мей знялася в телевізійній драмі «The Man Who Herds the Clouds» (1997), якою розпочала свою акторську кар'єру. Роль у телевізійній драмі «A Chinese-style Divorce» (2004) зробила виконавицю популярною.
У 2015 році Юн Мей зіграла у фільмі Хоу Сяосяня «Вбивця», що брав участь у головному конкурсі Каннського кінофестивалю.
Наступною гучною кінокартиною за її участі стала «Прощай, сину мій» режисера Ван Сяошуая, де вона виконала роль матері, що втратила єдиного сина. Прем'єра фільму відбулася на 69-му Берлінському міжнародному кінофестивалі. Там вона отримала Срібного ведмедя за найкращу жіночу роль, ставши першою акторкою материкового Китаю, що отримала цю нагороду.